# Aspidogaster chongqingensis
Aspidogaster chongqingensis är en plattmaskart som beskrevs av Wei, Huang och Dai 200. Aspidogaster chongqingensis ingår i släktet Aspidogaster och familjen Aspidogastridae. Inga underarter finns listade i Catalogue of Life.